# Isaiah Miles
Pour les articles homonymes, voir Miles.
Isaiah Miles, né le 9 juin 1994 à Baltimore dans le Maryland, est un joueur américain de basket-ball. Il évolue au poste d'ailier fort ou d'ailier.

## Biographie

### Carrière universitaire
Il passe ses quatre années universitaires à l'université Saint-Joseph de Philadelphie où il joue pour les Hawks.

### Carrière professionnelle
Le 23 juin 2016, lors de la draft 2016 de la NBA, automatiquement éligible, il n'est pas sélectionné. En juillet 2016, il participe à la NBA Summer League 2016 de Las Vegas avec les Mavericks de Dallas et dispute cinq matches où il a des moyennes de 3,2 points, 2,6 rebonds et 0,2 passe décisive en 14,0 minutes par match, et encore avec les 76ers de Philadelphie en 2017 et 2018.
Le 23 juillet 2016, il signe son premier contrat professionnel en France à la Jeanne d'Arc Dijon Bourgogne,.
Après une saison en Turquie, Isaiah Miles rejoint le Limoges CSP en première division pour la saison 2018-2019.
Le 25 février 2020, il rejoint le Cholet Basket mais quitte le club seulement trois semaines après son arrivée sans avoir disputé de match officiel en raison de la pandémie de Covid-19 et l'arrêt prématuré du championnat,.
Au mois d'août 2020, il signe un contrat d'une saison avec une deuxième en option à l'Hapoël Holon.
En août 2021, Miles s'engage avec le Promithéas Patras, club grec de première division qui participe aussi à l'EuroCoupe.

## Statistiques

### Universitaires
Les statistiques en matchs universitaires d'Isaiah Miles sont les suivantes :
| Saison    | Équipe       | Matchs | Titul. | Min./m | % Tir | % 3pts | % LF | Rbds/m. | Pass/m. | Int/m. | Ctr/m. | Pts/m. |
| --------- | ------------ | ------ | ------ | ------ | ----- | ------ | ---- | ------- | ------- | ------ | ------ | ------ |
| 2012-2013 | Saint-Joseph | 12     | 0      | 5,1    | 52,6  | 38,5   | 50,0 | 0,58    | 0,33    | 0,00   | 0,08   | 2,25   |
| 2013-2014 | Saint-Joseph | 28     | 0      | 9,3    | 39,1  | 31,8   | 84,2 | 1,68    | 0,29    | 0,14   | 0,32   | 3,00   |
| 2014-2015 | Saint-Joseph | 31     | 31     | 31,3   | 38,9  | 35,3   | 74,6 | 5,13    | 0,84    | 0,65   | 0,94   | 10,74  |
| 2015-2016 | Saint-Joseph | 36     | 36     | 34,4   | 52,3  | 38,5   | 88,7 | 8,11    | 0,86    | 0,58   | 1,00   | 18,14  |
| Total     | Total        | 107    | 67     | 23,6   | 46,3  | 36,4   | 84,0 | 4,72    | 0,64    | 0,42   | 0,70   | 10,25  |